# Kompania graniczna KOP „Lubieniec”
Kompania graniczna KOP „Lubieniec” – pododdział graniczny Korpusu Ochrony Pogranicza pełniący służbę ochronną na granicy polsko-radzieckiej.

## Formowanie i zmiany organizacyjne
Na podstawie rozkazu szefa Sztabu Generalnego L. dz. 12044/O.de B./24 z 27 września 1924, w pierwszym etapie organizacji Korpusu Ochrony Pogranicza sformowano 9 batalion graniczny , a w jego składzie 1 kompanię graniczną KOP. W listopadzie 1936 kompania liczyła 2 oficerów, 7 podoficerów, 4 nadterminowych i 82 żołnierzy służby zasadniczej.
W 1939 1 kompania graniczna KOP „Lubieniec” podlegała dowódcy batalionu KOP „Kleck”.

## Służba graniczna
Podstawową jednostką taktyczną Korpusu Ochrony Pogranicza przeznaczoną do pełnienia służby ochronnej był batalion graniczny. Odcinek batalionu dzielił się na pododcinki kompanii, a te z kolei na pododcinki strażnic, które były „zasadniczymi jednostkami pełniącymi służbę ochronną”, w sile półplutonu. Służba ochronna pełniona była systemem zmiennym, polegającym na stałym patrolowaniu strefy nadgranicznej i tyłowej, wystawianiu posterunków alarmowych, obserwacyjnych i kontrolnych stałych, patrolowaniu i organizowaniu zasadzek w miejscach rozpoznanych jako niebezpieczne, kontrolowaniu dokumentów i zatrzymywaniu osób podejrzanych, a także utrzymywaniu ścisłej łączności między oddziałami i władzami administracyjnymi. Miejscowość, w którym stacjonowała kompania graniczna, posiadała status garnizonu Korpusu Ochrony Pogranicza.
1 kompania graniczna „Lubieniec” w 1934 ochraniała odcinek granicy państwowej szerokości 13 kilometrów 238 metrów. Po stronie sowieckiej granicę ochraniały zastawy „Filipowicze” i „Mokrany” z komendantury „Filipowicze” .
Kompanie sąsiednie:
- 3 kompania graniczna KOP „Smolicze” ⇔ 2 kompania graniczna KOP „Chominka” – 1928[8], 1929[9], 1931[7] , 1932[10], 1934[11], 1938[12]

## Struktura organizacyjna

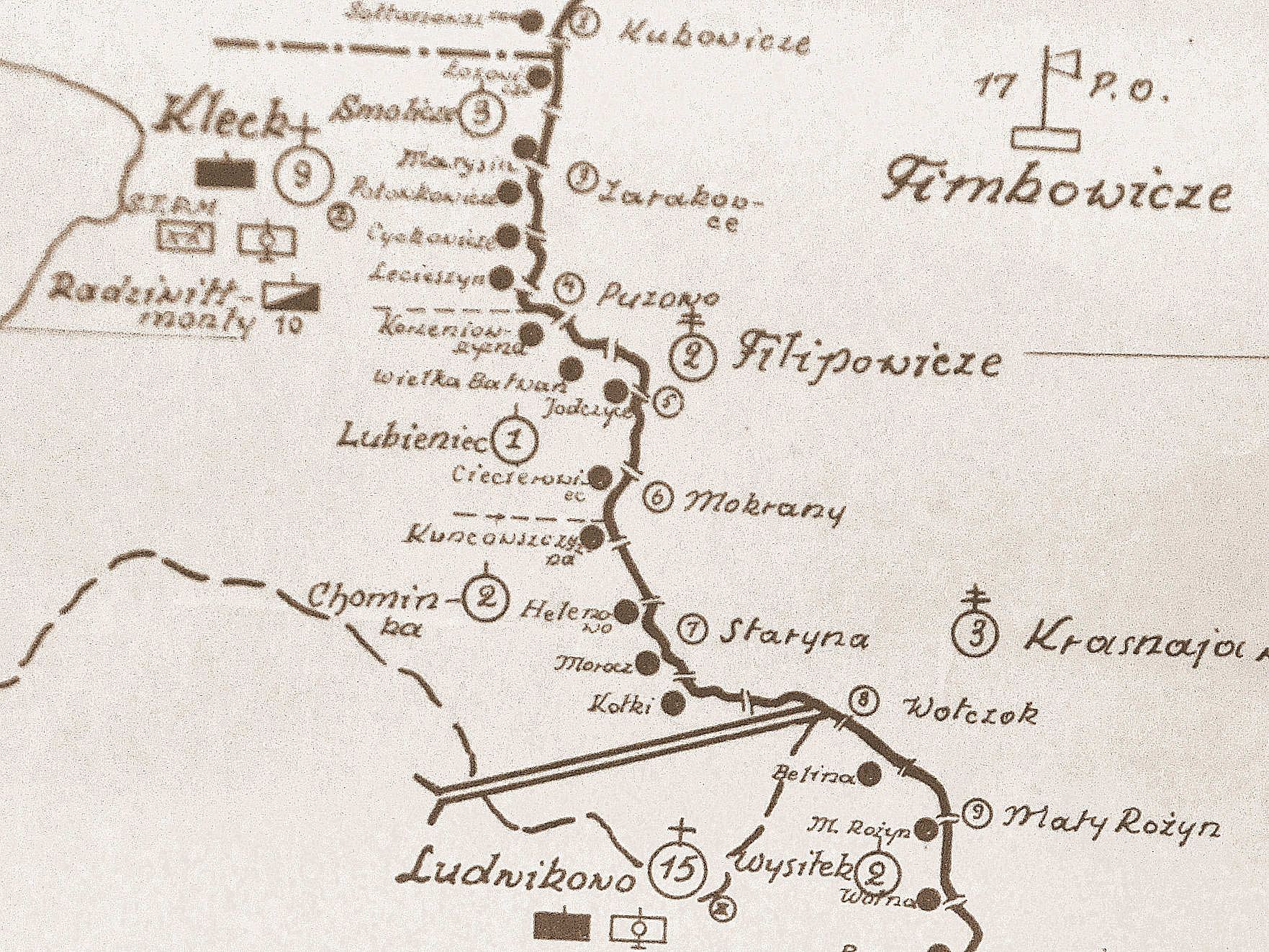
Rozmieszczenie batalionu KOP „Kleck” w 1931

Strażnice kompanii w latach 1928 – 1934  :
- 81 strażnica KOP „Korzeniowszczyzna”[d]
- 82 strażnica KOP „Wielka Bałwań”[e]
- 83 strażnica KOP „Jodczyce”[f]
- 84 strażnica KOP „Ciecierowiec”[g]

Strażnice kompanii w 1938
- strażnica KOP „Korzeniowszczyzna”
- strażnica KOP „Wielka Bałwań”
- strażnica KOP „Ciecierowiec”

Organizacja kompanii 17 września 1939
- dowództwo kompanii
- pluton odwodowy
- 1 strażnica KOP „Korzeniowszczyzna”
- 2 strażnica KOP „Bałwań Wielka”
- 3 strażnica KOP „Ciecierowiec”

## Dowódcy kompanii
- kpt. Zygmunt Bobrowski[h] (– 1939)